# هزاران بوسه
هزاران بوسه (천번의 입맞춤) عنوان مجموعه تلویزیونی محصول کره جنوبی سال ۲۰۱۱ است. این مجموعه تلویزیونی پیرامون تفاوت سنی بین عشاق می‌باشد. هزاران بوسه در ۲۰ اگوست ۲۰۱۱ روی آنتن رفت و تا ۵ فوریه ۲۰۱۲ و در ۵۰ قسمت نمایش داده شد.

## داستان
وو جو یونگ (با بازی سیو یونگ هی) دختر بزرگ خانواده است و به خاطر شخصیت روشنش سختی‌های زندگیش را پشت سر گذاشته، همسر او تای کیونگ با خیانت خود باعث جدایی ان‌ها می‌گردد. روزی جو یونگ پسرش چانو را به دیدن یک مسابقهٔ فوتبال می بردو در آنجا با جانگ وو بین (با بازی جی هیون وو) که یک بازیکن سابق تیم ملی و صاحب باشگاه فوتبال است آشنا می‌شود و او و جو یونگ به واسطهٔ چانو و فوتبال دوستی او به هم نزدیک می‌شوند اما تفاوت سنی و فرهنگی بین ان‌ها موجب بروز مشکلاتی می‌شود و …

## بازیگران
- سیو یونگ هی در نقش وو جو یونگ
- جی هیون-وو در نقش جانگ وو بین
- ریو جین در نقش جانگ وو جین (پسر عموی وو بین)
- کیم سو اون در نقش وو جو می (خواهر کوچکتر جو یونگ)